# Sinai (Berg)

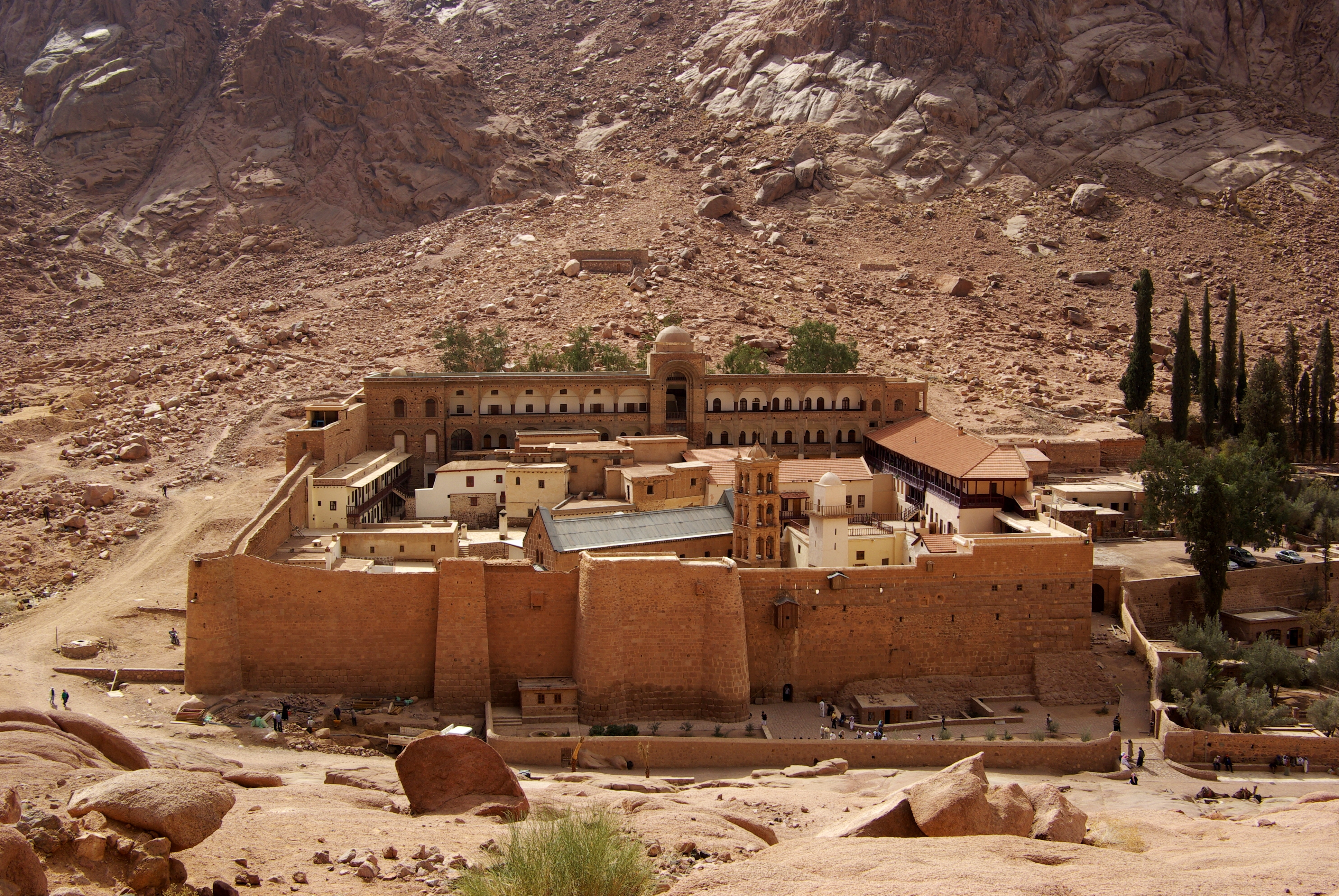
Das Katharinenkloster, 2010

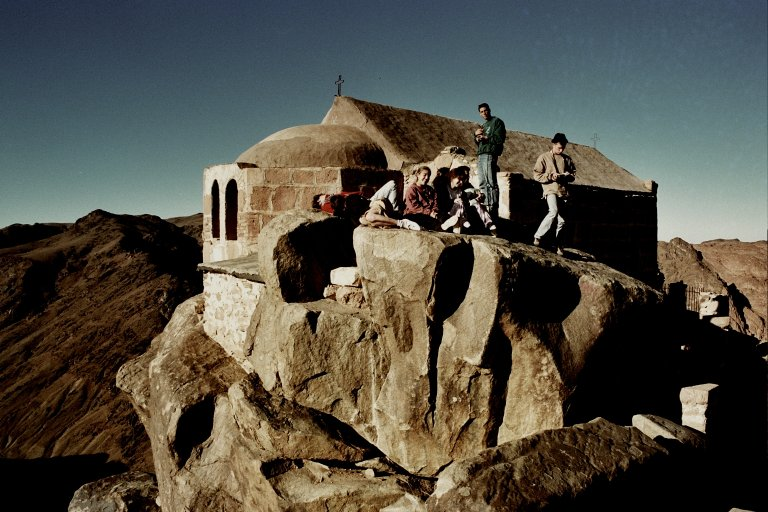
Die Apsis der Moseskapelle auf dem Sinai

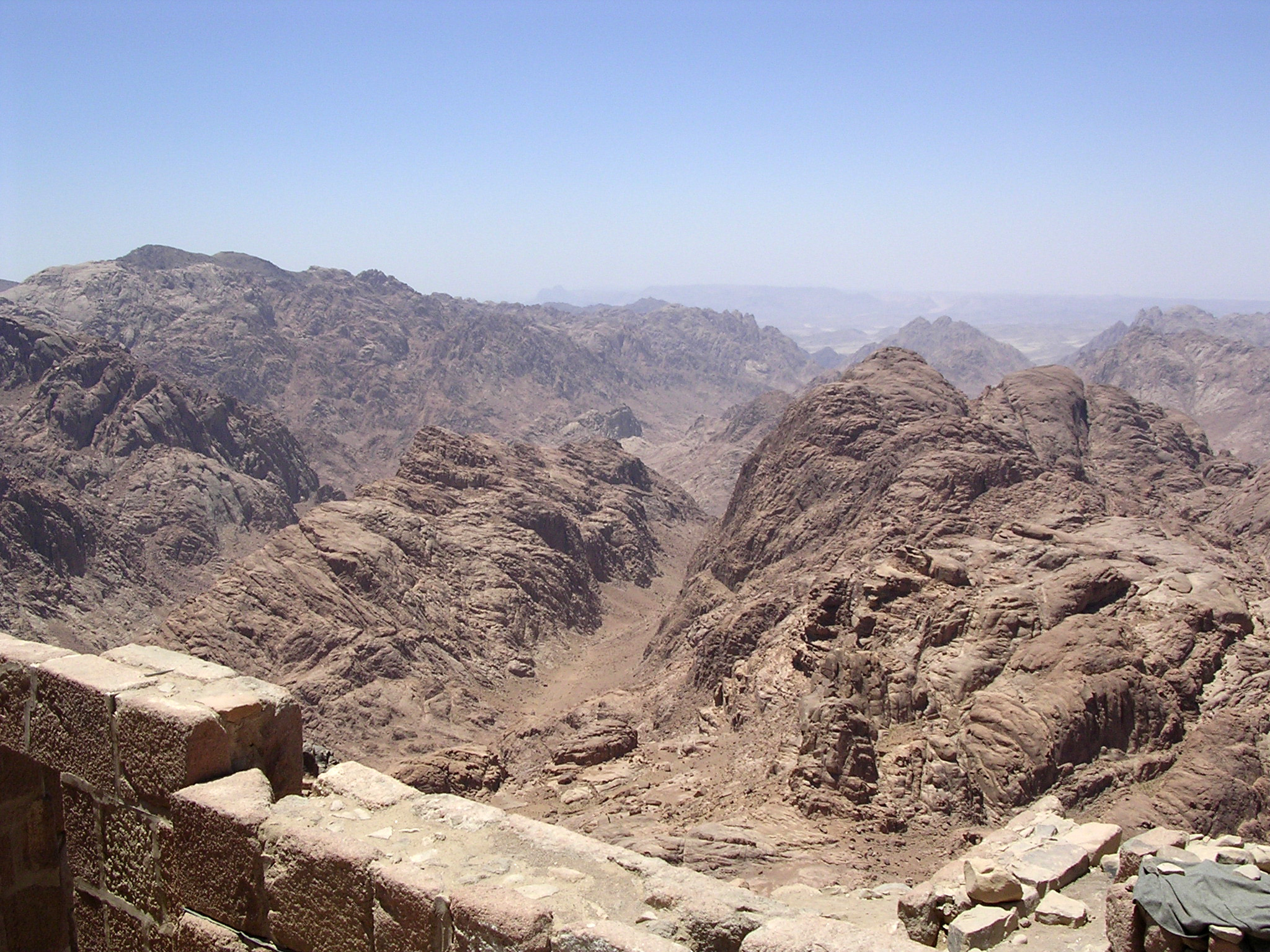
Aussicht vom Gipfel des Berges Sinai

Der Berg Sinai (hebräisch הר סיני Har Sinai; arabisch جبل موسَى Ǧabal Mūsā ‚Mosesberg‘, Masri جبل سيناء Ǧabal Sīnāʾ; reichsaramäisch ܛܘܪܐ ܕܣܝܢܝ Ṭūrāʾ Dsyny; koptisch ⲧⲟⲟⲩ ⲥⲓⲛⲁ Toou Sina; altgriechisch Ὄρος Σινά Hóros Siná; lateinisch Mons Sinai) liegt auf der ägyptischen Sinai-Halbinsel und ist 2285 m hoch. 

## Lage
Der Sinai Berg ist die zweithöchste Erhebung der Sinaihalbinsel. Der Katharinenberg ist um ca. 350 m höher.

## Religiöse Bedeutung
Der biblische Sinaiberg ist jener Berg, an dem laut biblischer Überlieferung das gesamte Volk Israel Zeuge der Offenbarung Gottes wurde und Moses von Gott die Zehn Gebote erhielt. Die Lage des Berges ist unklar, manchmal wird er aber mit dem Berg Sinai gleichgesetzt. Doch es gibt auch abweichende Vermutungen zur Lage des Berges. Ab dem 4. Jahrhundert wurde der Sinaiberg mit dem Mosesberg gleichgesetzt. Am Fuß des Berges Sinai leben seither Mönche, die im 6. Jahrhundert das Katharinenkloster erbauten. Felsinschriften aus dem 1. Jahrhundert v. Chr. zeigen, dass sich dort auch ein Wallfahrtsheiligtum der Nabatäer befand.
In der ersten Hälfte des 19. Jahrhunderts wurde unter europäischen Gelehrten diskutiert, welcher Gipfel der Sinaihalbinsel der biblische „Berg der Gesetzgebung“ sei, und verschiedene Kandidaten waren dafür im Gespräch. Der Ordnance Survey des britischen Palestine Exploration Fund kartografierte 1868–1869 unter Leitung von Charles William Wilson die Sinaihalbinsel, ein Projekt, bei dem sich theologische und geopolitische Interessen verbanden. Er entschied die Frage der biblischen Lokalisierung zugunsten des Mosesbergs.

## Route zum Gipfel
Beim Katharinenkloster am Fuß des Berges Sinai in rund 1585 Metern Höhe endet die reguläre Straße. Von hier aus kann der 700 Höhenmeter überwindende und rund 2500 m lange Aufstieg zu Fuß oder per Kamel bewältigt werden. Auf dem letzten, viel steileren Abschnitt, etwa ab der rund 300 m unterhalb des Gipfels liegenden Elija-Mulde, wohin sich der biblische Prophet zeitweise zurückgezogen haben und von Gott angesprochen worden sein soll, müssen 750 in den Fels gehauene Stufen überwunden werden. Während des gesamten Aufstiegs sind fast 4000 Treppenstufen zu bewältigen.
Auf dem Gipfel befinden sich eine Moschee aus dem 12. Jahrhundert sowie eine Moses und der heiligen Dreifaltigkeit geweihte Kapelle, welche im Jahr 1934 auf den Ruinen einer unter Kaiser Justinian I. zwischen 548 und 565 erbauten Basilika errichtet wurde. Im Winter kann es auf dieser Höhe schneien.

Der Berg wird von Pilgern und Touristen gerne gegen Ende der Nacht im Dunkeln – zeitweise mit großem Gedränge – bestiegen, um auf dem Gipfel den Sonnenaufgang zu erleben.